# Oxytropis pseudoleptophysa
Oxytropis pseudoleptophysa är en ärtväxtart som beskrevs av Antonina Georgievna Borissova. Oxytropis pseudoleptophysa ingår i släktet klovedlar, och familjen ärtväxter. Inga underarter finns listade i Catalogue of Life.